# 塞貝奇夫卡河
塞貝奇夫卡河（羅馬化：Sebechivka）是烏克蘭西部的河流，屬於西布格河的左支流。該河發源自萊什基夫以西，流經利維夫州的舍普季茨基區，河道全長18公里，流域面積66.4平方公里。